# Зубастики: Новый загул
«Зубастики: Новый загул» (англ. Critters: A New Binge) — американский комедийный научно-фантастический хоррор-сериал, транслировавшийся на стриминговом сервисе Shudder с 21 марта 2019 года.
Сериал является перезапуском франшизы «Зубастики», в котором появляются совершенно новые персонажи и место действия.

## Сюжет
Маленькие и злобные инопланетяне зубастики тайно проникают на Землю с секретной миссией: где-то на планете потерялся их товарищ и его нужно срочно спасти. Но на пути мелких монстров встают трое старшеклассников — Кристофер, Дана и Чарли. Вскоре на помощь к детям приходят межгалактические охотники за головами, главная задача которых — уничтожение зубастиков.

## В ролях
- Джои Морган — Кристофер
- Стефи Чин-Сальво — Дана
- Бзаун Роден — Чарли
- Кирстен Робек — Вероника
- Гилберт Готтфрид — дядя Мюррей
- Кристиан Слоун — Холт
- Томас Леннон — мистер Вебер
- Том Пикетт — Первый охотник за головами
- Тоби Левинс — Второй охотник за головами
- Стивен Мерчант — Президент зубастиков
- Элисон Вандзура — шериф Миллер
- Шон О. Робертс — помощник шерифа Джексон

## Сезоны
| Сезон | Серии | Серии | Даты показа   | Даты показа     |
| Сезон | Серии | Серии | Первая серия  | Последняя серия |
| ----- | ----- | ----- | ------------- | --------------- |
| 1     | 8     | 8     | 21 марта 2019 | 21 марта 2019   |

## Эпизоды

### Сезон 1(2019)
| № общий | № в сезоне | Название                               | Режиссёр      | Автор сценария          | Дата премьеры |
| --- | ---------- | -------------------------------------- | ------------- | ----------------------- | ------------- |
| 1 | 1          | «Не есть» «No Eating»                  | Джордан Рубин | Аль Каплан, Джон Каплан | 21 марта 2019 |
| Зубастики возвращаются на Землю с секретной миссией, чтобы спасти одного из своих, но с одним условием: ничего не есть! Тем временем подросток Кристофер испытывает муки безответной любви.                                                  |            |                                        |               |                         |               |
| 2 | 2          | «Начало» «Beginnings»                  | Джордан Рубин | Аль Каплан, Джон Каплан | 21 марта 2019 |
| Полиция расследует массовое убийство домашних животных в местном приюте, а Кристофер вступает в драку с парнем Даны. Поиски зубастиков приводят их к матери Кристофера, и они начинают нарушать своё единственное правило...                 |            |                                        |               |                         |               |
| 3 | 3          | «Время вечеринки» «Party Time»         | Джордан Рубин | Аль Каплан, Джон Каплан | 21 марта 2019 |
| Кристофер, наказанный за проступки, и его лучший друг Чарли тайком пробираются на вечеринку к Дане. По дикой случайности на ту же вечеринку попадают и зубастики. Тем временем в Австралии охотники за головами нацеливаются на свою добычу. |            |                                        |               |                         |               |
| 4 | 4          | «Вероника» «Veronica»                  | Джордан Рубин | Аль Каплан, Джон Каплан | 21 марта 2019 |
| Кристофер и Чарли изо всех сил стараются убедить копов, что они видели «пушистые шарики с зубами». Парень Вероники, Холт, показывает своё истинное лицо, когда они отбиваются от полноценной атаки зубастиков.                               |            |                                        |               |                         |               |
| 5 | 5          | «Задержание» «Detention»               | Джордан Рубин | Аль Каплан, Джон Каплан | 21 марта 2019 |
| Дети страдают от наказаний, которые устраивает школьный директор-садист Вебер, а Холт и Вероника спешат спасти их от надвигающейся атаки зубастиков.                                                                                         |            |                                        |               |                         |               |
| 6 | 6          | «Ради всего святого» «For Crites Sake» | Джордан Рубин | Аль Каплан, Джон Каплан | 21 марта 2019 |
| Холт попадает под подозрение копов, а Кристофера и Веронику похищают зубастики. Кристофер узнаёт правду о своём происхождении... |            |                                        |               |                         |               |
| 7 | 7          | «Раздельное решение» «Split Decision»  | Джордан Рубин | Аль Каплан, Джон Каплан | 21 марта 2019 |
| Кристофер стоит перед трудным выбором: остаться с зубастиками навсегда или вернуться на Землю. Но когда охотники за головами угрожают его друзьям, он понимает, что должен объединиться с зубастиками и вернуться на Землю, чтобы спасти их. |            |                                        |               |                         |               |
| 8 | 8          | «Финальная битва» «The Final Battle»   | Джордан Рубин | Аль Каплан, Джон Каплан | 21 марта 2019 |
| Зубастики собираются на соревнование по поеданию хот-догов, и Кристофер возглавляет их. Но кто выживет, а кого съедят? |            |                                        |               |                         |               |

## Производство

### Разработка
В 2014 году компания Warner Bros. Pictures объявила о планах по созданию веб-сериала по мотивам франшизы «Зубастики». Продюсер Питер Джирарди из Warner Bros. Digital обратился к сценаристу и режиссёру Джордану Рубину, чтобы узнать, заинтересован ли он в этом проекте. Рубин вместе со своими партнёрами по написанию сценария, Джоном и Алем Капланами, подготовил презентацию для сериала, после чего проект получил зелёный свет.

### Съёмки
Основной съёмочный процесс сериала начался в последнюю неделю мая 2018 года в городе Ванкувере, Канада. Съёмки были полностью завершены в июле того же года.

## Релиз
Стриминговый сервис Shudder приобрёл права на трансляцию сериала у компании Warner Bros. Television в феврале 2019 года.
Все 8 эпизодов первого сезона сериала были выпущены в один день 21 марта 2019 года на Shudder.

## Критика
Веб-сайт Bloody Disgusting дал сериалу неоднозначную оценку, заявив, что «компьютерные эффекты настолько плохи на уровне Syfy, что они даже не прошли бы проверку в 90-х» а эпизоды «абсолютно загружены этой дешёвой работой с подвальными эффектами» и «низкопробным юмором».
Сайт JoBlo.com поставил сериалу 6 баллов из 10, сказав, что «реакция на „Новый загул“ будет неоднозначной. Я не думаю, что история, созданная Рубином и его соавторами Алем Капланом и Джоном Капланом, — это то, чего кто-то ожидал от этой франшизы». В итоге рецензент назвал сериал «очень безобидным развлечением».
На сайте IMDb сериал имеет среднюю оценку в 5.0 баллов из 10 на основе 695 рецензий со стороны критиков.